# American Craftsman

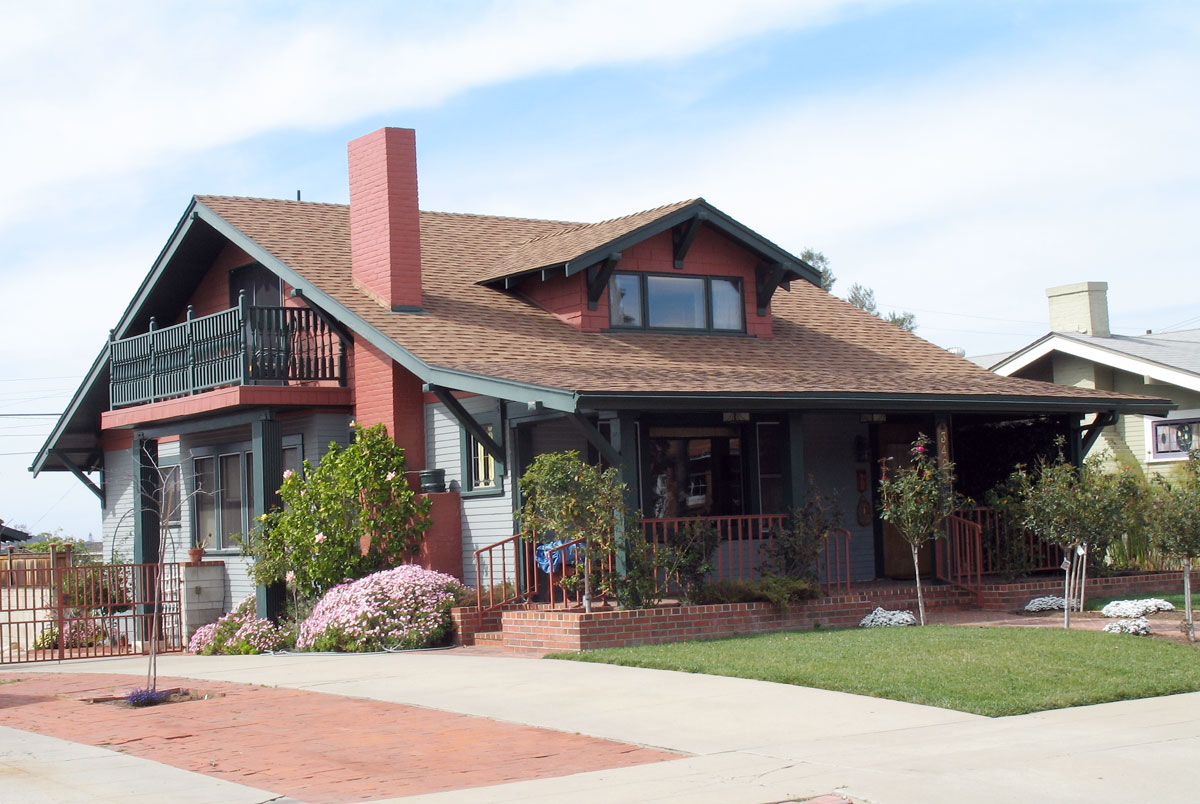
Una casa de estilo American Craftsman en San Diego, California.

American Craftsman es un estilo arquitectónico doméstico estadounidense, inspirado en el movimiento Arts and Crafts, que incluyó diseño de interiores, diseño de paisajes, artes aplicadas y artes decorativas, a partir de los últimos años del siglo XIX. Sus antepasados inmediatos en la arquitectura estadounidense son el estilo Shingle, que inició el alejamiento de la ornamentación victoriana hacia formas más simples; y el estilo Prairie de Frank Lloyd Wright. El nombre "Craftsman" fue apropiado del fabricante de muebles Gustav Stickley, cuya revista The Craftsman se publicó por primera vez en 1901. El estilo arquitectónico fue más ampliamente utilizado en casas unifamiliares del sur de California de tamaño pequeño a mediano desde aproximadamente 1905, por lo que el estilo Craftsman de menor escala se conoció alternativamente como "Californian Bungalow". El estilo siguió siendo popular en la década de 1930 y ha continuado con proyectos de renovación y restauración hasta la actualidad.

## Influencias
El estilo American Craftsman fue una rama estadounidense del movimiento británico Arts and Crafts, que comenzó ya en la década de 1860. Un sucesor de otros movimientos del siglo XIX, como el neogótico y el esteticismo, movimiento británico Arts and Crafts fue una reacción contra el deterioro de la calidad de los productos durante la Revolución Industrial y la correspondiente devaluación del trabajo humano. -dependencia de las máquinas y disolución del sistema de gremios. Los miembros del movimiento Arts and Crafts también se opusieron al eclecticismo victoriano, que abarrotaba las habitaciones con artículos históricos falsos y desiguales en un intento de transmitir un sentido de mundanalidad. El movimiento enfatizaba el trabajo manual sobre la producción en masa, y de alguna manera era tanto un movimiento social como estético, enfatizando la difícil situación del trabajador industrial e equiparando la rectitud moral con la capacidad de crear cosas hermosas pero simples. Estas corrientes sociales se pueden ver especialmente en los escritos de John Ruskin y William Morris, ambos pensadores muy influyentes para el movimiento. Además, los adherentes buscaron elevar el estatus de las formas de arte que hasta ahora se habían visto como un mero comercio y no como bellas artes.
El movimiento estadounidense también reaccionó contra la ecléctica estética victoriana "sobredecorada"; sin embargo, la llegada del movimiento Arts and Crafts a finales del siglo XIX en Estados Unidos coincidió con el declive de la era victoriana. Si bien el movimiento estadounidense Arts and Crafts compartía muchos de los mismos objetivos del movimiento británico, como la reforma social, el regreso a la simplicidad tradicional sobre los estilos históricos llamativos, el uso de materiales naturales locales y la elevación de la artesanía, también pudo innovar: a diferencia del movimiento británico, que nunca había sido muy bueno para descubrir cómo hacer escalable la producción artesanal, los diseñadores de Artes y Oficios estadounidenses eran más expertos en el aspecto comercial del diseño y la arquitectura, y podían producir productos para un mercado de clase media incondicional. Gustav Stickley, en particular, tocó la fibra sensible de la población estadounidense con su objetivo de ennoblecer hogares modestos para una clase media estadounidense en rápida expansión, encarnada en el estilo Bungaló.

En arquitectura, en reacción tanto a la opulencia de la arquitectónica victoriana como a las viviendas cada vez más comunes producidas en masa, el estilo incorporó una estructura visiblemente robusta de líneas limpias y materiales naturales. El nombre del movimiento Estadounidense Craftsman proviene de la popular revista The Craftsman, fundada en octubre de 1901 por el filósofo, diseñador, fabricante de muebles y editor Gustav Stickley. La revista presentó diseños originales de casas y muebles de Harvey Ellis, la compañía Greene and Greene y otros. Los diseños, aunque influenciados por los ideales del movimiento británico, se inspiraron en antecedentes específicamente estadounidenses, como los muebles Shaker, el estilo misión, y el estilo anglo-japonés. El arquitecto y diseñador Frank Lloyd Wright, siendo él mismo miembro de la Sociedad de Artes y Oficios de Chicago, se inspiró en el estilo para convertirse en un innovador en la Prairie School of architecture and design, que compartía muchos objetivos comunes con el movimiento de Arts and Crafts.

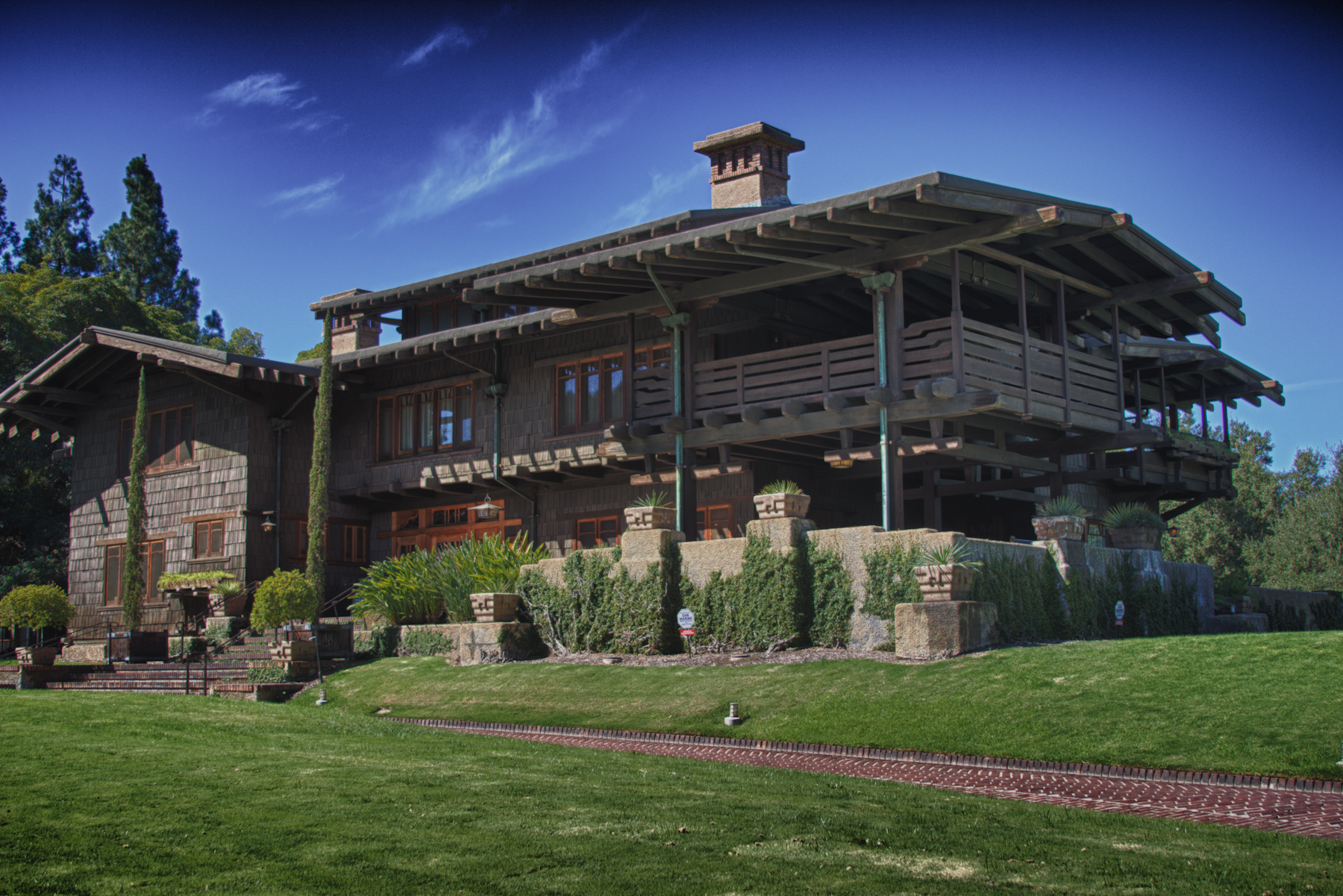
La Casa Gamble, un diseño icónico del American Craftsman, por Greene & Greene en Pasadena, California (1908-1909).
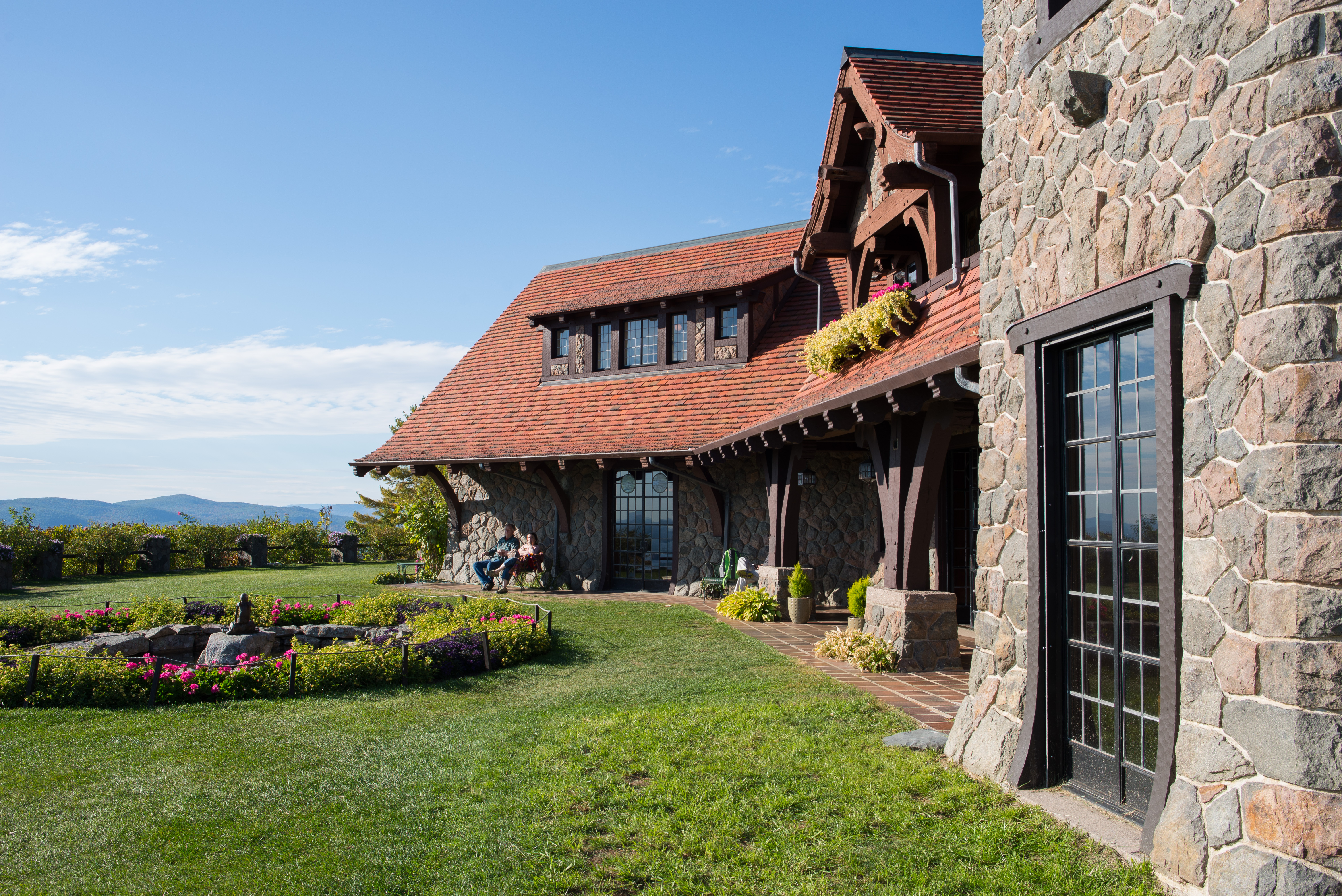
Fachada del Castillo en las nubes y césped con vista al Lago Winnipesaukee en Nuevo Hampshire, construido entre 1913 y 1914.
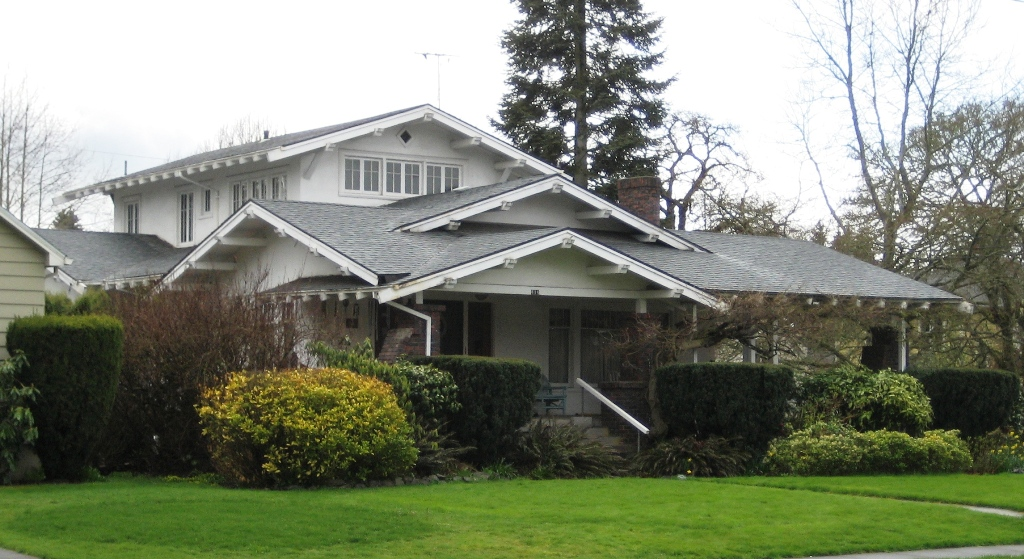
La Casa de Edward Schulmerich en Hillsboro, Oregón, (1915).
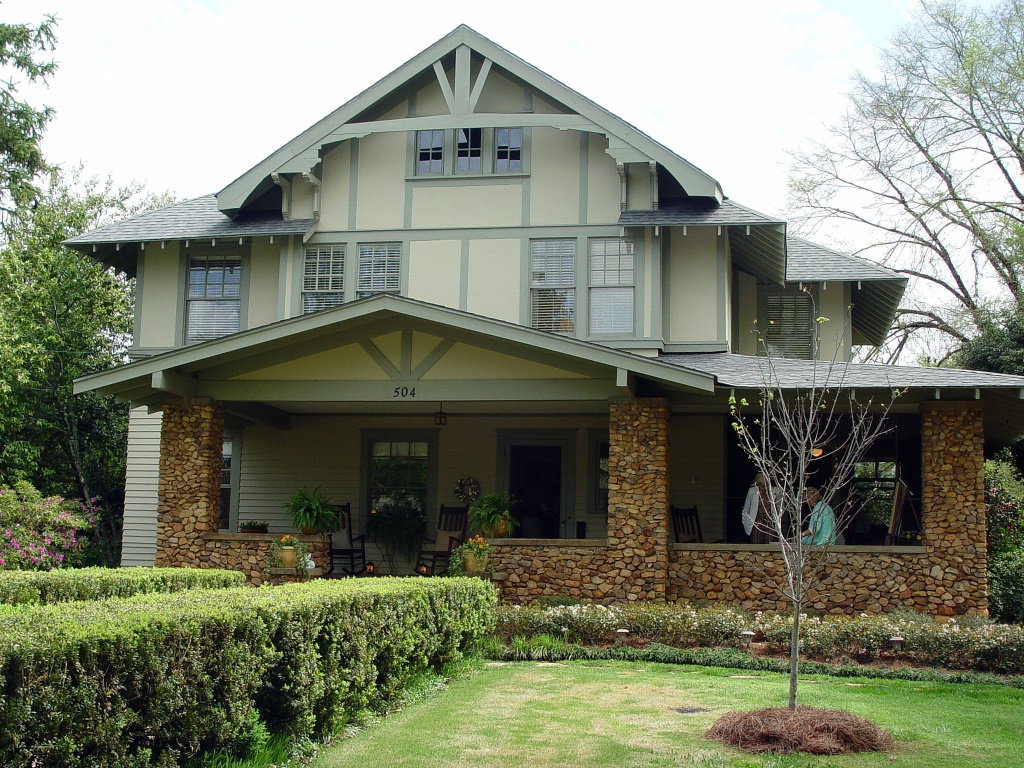
La casa de Abernathy-Shaw en el Distrito de Silk Stocking de Talladega, Alabama, (1908).
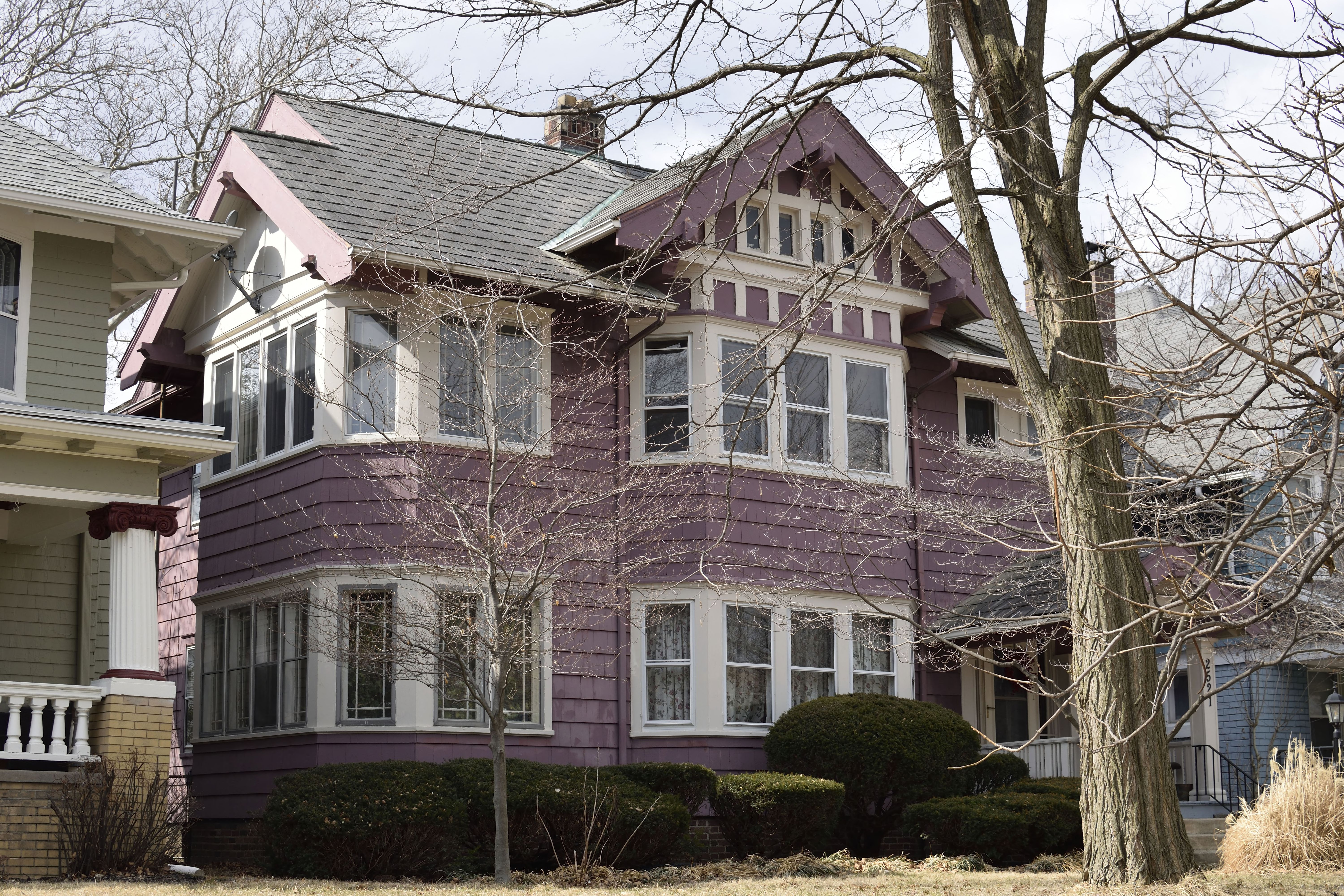
Edificio de apartamentos FE Cottrell en el Distrito del Old West End en Toledo, Ohio, construido entre 1914 y 1915.

## La Sociedad de Artes y Oficios de Boston
El Movimiento estadounidense de Arts and Crafts surgió por primera vez en los Estados Unidos en Boston en la década de 1890. El área fue muy receptiva a las ideas del movimiento británico Arts and Crafts debido a pensadores prominentes como el trascendentalista Ralph Waldo Emerson y el profesor de Historia del Arte de Harvard Charles Eliot Norton, quien era amigo personal del líder británico de Arts and Crafts, William Morris. El movimiento comenzó con la primera Exposición de Arts and Crafts Estadounidenses organizada por el impresor Henry Lewis Johnson en abril de 1897 en Copley Hall, con más de 1,000 objetos hechos por diseñadores y artesanos.
El éxito de la exposición llevó a la formación de la Sociedad de Artes y Oficios de Boston en junio de 1897 con Charles Eliot Norton como presidente. La sociedad tenía como objetivo "desarrollar y fomentar estándares más altos en las artesanías". La Sociedad se centró en la relación de los artistas y diseñadores con el mundo del comercio y en la mano de obra de alta calidad.
El mandato de la Sociedad de Artes y Oficios pronto se expandió a un credo que decía:

Esta Sociedad fue constituida con el propósito de promover el trabajo artístico en todas las ramas de la artesanía. Espera que los Diseñadores y los Trabajadores entablen relaciones mutuamente útiles y alentar a los trabajadores a ejecutar sus propios diseños. Se esfuerza por estimular en los trabajadores la apreciación de la dignidad y el valor del buen diseño; para contrarrestar la impaciencia popular de la Ley y la Forma, y el deseo de ornamentación excesiva y originalidad engañosa. Insistirá en la necesidad de sobriedad y moderación, de disposición ordenada, de la debida consideración por la relación entre la forma de un objeto y su uso, y de armonía y adecuación en la decoración que se le aplique.

La sociedad celebró su primera exposición en 1899 en Copley Hall.

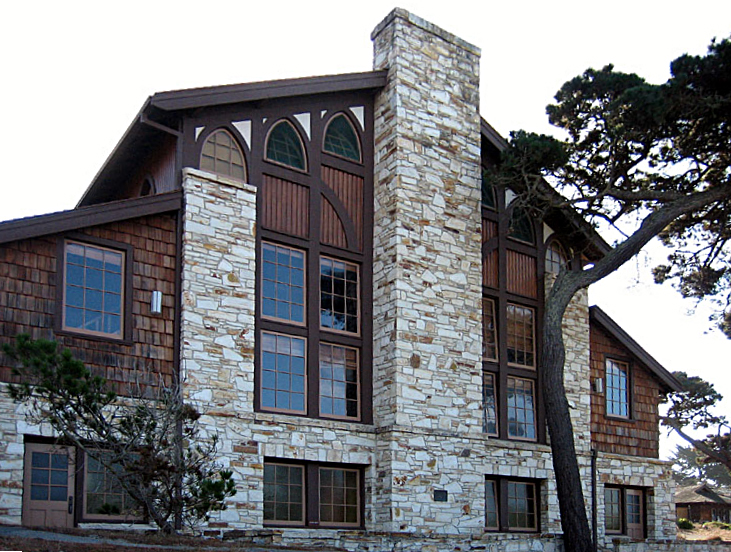
Merrill Hall en Asilomar Conference Grounds, un diseño de Julia Morgan completado en 1928.

## Características arquitectónicas
- Líneas de techo de pendiente baja, generalmente un techo a dos aguas, ocasionalmente un techo a cuatro aguas.[15]
- Cornisas sobresalientes.[15]
- Vigas expuestas o soportes decorativos debajo de las cornisas.
- Amplio porche delantero debajo de la extensión del techo principal o hastial frontal.
- Columnas cónicas y cuadradas que sostienen el techo del porche.
- Ventanas de guillotina doble 4 sobre 1 o 6 sobre 1.
- Techos y revestimientos de tejas.[16]
- Piedra, ladrillo a la vista y/o carpintería artesanal.
- Materiales mezclados en toda la estructura.[17]

## Otras lecturas
- Kaplan, Wendy (1987). The Art That Is Life: The Arts and Crafts Movement in America 1875–1920 (1st edición). Museum of Fine Arts Boston. ISBN 978-0-8784-6265-0.
- Stickley, Gustav (1979). Craftsman Homes: Architecture and Furnishings of the American Arts and Crafts Movement. Dover Publications. ISBN 978-0-4862-3791-6.